# 소리사랑
《성우매거진 소리사랑》은 대한민국의 최초이자, 유일한 성우관련 전문 잡지이다.
편집장 임영웅의 개인 동인지로 시작하여 상업 출판물로 간행되었다. 2006년 9월 창간되어 부정기로 3호까지 발행되고, 2007년 12월부터 정기간행물로 전환하였다. 2008년 12월 현재 도서출판 허브를 통해 격계간으로 출간되고 있다.

## 잡지 소개

### 내력
- 2005년 6월, 편집장의 블로그를 통해 동인지 제작을 선언. 이후, 코믹팝 엔터테인먼트에 의해 동인지가 아닌 상업지로 출간이 결정.
- 2007년 5월 15일에 발간된 <VOICE LOVE -소리사랑- 3호>부터 도서출판 허브에서 발행을 담당. 지금까지 이어져오고 있다.
- 2007년 10월부터 <성우매거진 소리사랑>으로 제호를 변경. 연 2회 발간 체제로 돌입.

### 에피소드
- <VOICE LOVE>는 ISBN이 붙었을 뿐이지 편집장의 모든 돈을 낸 실질적인 동인지. 판매도 코믹팝 엔터테인먼트의 내부 쇼핑몰에서만 판매되었다.
- <VOICE LOVE Vol.2>는 잡지로 생각한 편집장과, 동인지로 생각한 출판사 간의 사인이 맞지 않아 발간이 반년 가까이 미루어 졌었다.
- 정기간행물화가 되기 전까지는, 취재와 표지 제작을 제외한 모든 작업을 편집장이 하였다.
- 새로운 제호의 유력한 후보였던 <성우 인사이드>는 인텔의 DC인사이드에 대한 소송에 의해 포기되었다.
- 여민정의 메이드 화보로 논란이 되었던 2008년 하반기호는, 정작 성우들 사이에서는 최고의 찬사를 받았다고 한다.
- 2008년 10월에는 일본 성우 타무라 유카리로 첫 해외 취재. 취재에 대한 이야기는 타무라 유카리가 진행하는 라디오 찻집 검은 토끼 ~비밀의 방~을 통해 소개되었다.

### 표지 인덱스
VOICE LOVE
- Vol.1 소연 (피치피치핏치)
- Vol.2 김장 (더파이팅)
- Vol.3 우정신 (ARIA)

성우매거진 소리사랑
- Vol.1 전광주 (마법전사 유캔도)
- Vol.2 여민정 (엠마)
- Vol.3 최재호 (지구로)
- Vol.4 엄상현 (메타제트)
- Vol.5 김승준